# Richard Dormer
Richard Dormer (ur. 11 listopada 1969 w Portadown) – północnoirlandzki aktor filmowy i teatralny oraz dramatopisarz.

## Życiorys
Studiował w Royal Academy of Dramatic Art (RADA) w Londynie (1991). Popularność zdobył występując w serialach Gra o tron i Fortitude.
Obok kariery aktorskiej, zajmuje się też pisaniem sztuk teatralnych. Jest autorem dramatów Hurricane, The Half, This Piece of Earth, The Gentlemen’s Tea-Drinking Society, Drum Belly i in.

## Filmografia

### Filmy
- 2005: Pani Henderson (Mrs Hebderson Presents) jako komik
- 2009: Pięć minut nieba (Five Minutes of Heaven) jako Michael[4]
- 2013: Good Vibrations jako Terri Hooley
- 2013: Dark Touch jako Henry
- 2014: Shooting for Socrates jako Arthur
- 2019: Togo jako dr Curtis Welch

### Seriale
- 1991: Na sygnale (Casualty) jako Rick Tomlinson (sezon 6, odc. 11)
- 2011: Hidden jako Frank Hanna
- 2013–2019: Gra o tron (Game of Thrones) jako Beric Dondarrion (13 odcinków)
- 2015–2018: Fortitude jako Dan Anderssen
- 2016: Muszkieterowie (The Musketeers, sezon 3, odc. 3) jako Christophe
- 2020–2021: COBRA jako Fraser Walker (sezon 1–2)
- 2021: The Watch jako Sam Vimes
- 2023: Na niebieskich światłach (Blue Lights) jako Gerard „Gerry” Cliff (1–6 odc.)[1]
- 2023: Tajna inwazja (Secret Invasion) jako agent Prescod (sezon 1, odc. 1)